# 新米と古米

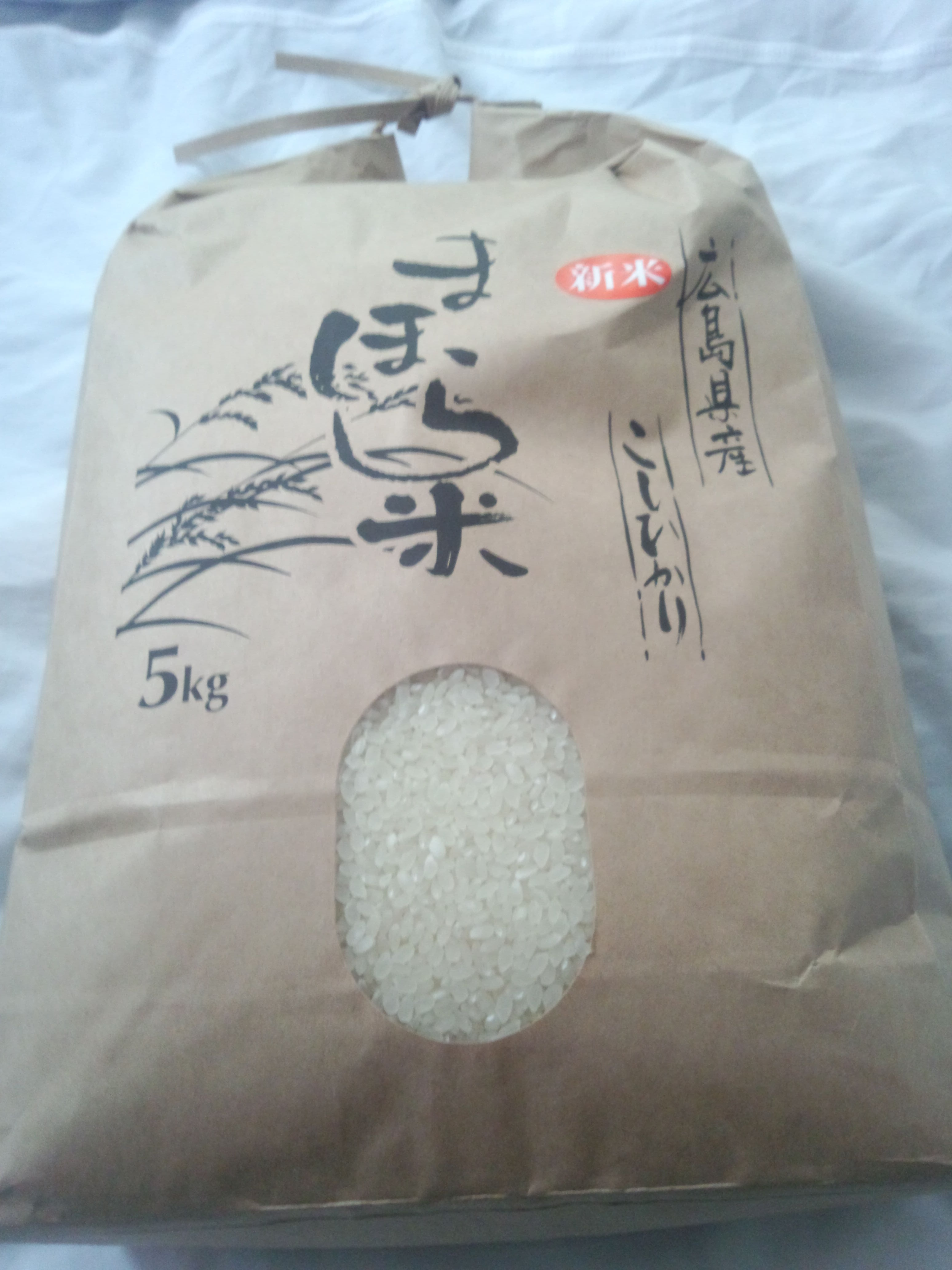
袋詰めされて出荷された新米

新米（しんまい）と古米（こまい）は、その年に収穫された米と、前年に収穫された米。
同様に、前々年に収穫された米を古古米・古々米（ここまい）、以下同様に、古古古米・古々々米（こここまい）、古古古古米・古々々々米（ここここまい）と、古（こ）を収穫した年から現在までの年数分呼ぶ。

## 定義
新米と古米の区別について、明確な定義はない。
11月から翌年10月までの米穀年度を基準にすると、11月1日をもって新米が古米に変わることになる。ただしこの定義は、夏から10月までに取れた早場米に適用できない。なお、新米・古米の区別と直接には関わらないが、米の備蓄計画では7月から翌年6月までの1年間を単位としている。
JAS法に基づく「玄米及び精米品質表示基準」によれば、新米と表示できるのは、収穫年の年末までに精白・包装された精米に限る。そのため、店頭で新米と表示された米が売られるのは、翌年の年初か、せいぜい春までである。ただし、新米と表示できなくなったからといって、古米になるというわけではない。

## 違い
低温環境で適切に保管されていた場合、収穫から1年程度の古米であれば、新米とさほど変わらない品質で食べることができる。しかし、収穫から2年以上が経過した古古米になると品質が劣化する。収穫後時間が経った米の品質に劣化が生じる現象を古米化（こまいか）と呼ぶ。古米化が進んだ米には、中性脂質が酵素により分解され生じるペンタナールやヘキサナールといった遊離脂肪酸により、古米臭（こまいしゅう）と呼ばれる悪臭が生じ、炊飯時の食感に悪影響を与え、他にも吸水速度の低下、炊飯膨張性の増加、米飯粒の硬化、米飯粒の光沢現象などが生じる。このため、食糧法の規定で国が保管する備蓄米を主食用に供する場合は低価格のブレンド米に配合され、その際は食味を改善するため新米をブレンドするのが通常である。
東南アジア・南アジアでは、粘り気の少ない米飯が好まれ量も増えるため古米の方が人気である。また日本でも中世から近世にかけては新米よりも古米の方が値段が高い。これは炊くと量が増えるからで、味よりも腹が一杯になる方が重要だったと考えられる。現代でも、寿司飯は酢の浸透が良いという理由で古米を使う、若しくは一部ブレンドする。

## 備考
日本では、経験が豊富な人を「古米」とは呼ばない。しかし、仕事を始めて間もない人、まだ経験が足りない人（新人、フレッシュマン）を「新米」と呼ぶことがある。
もともとは、江戸時代の商店で新入りの店員が新しい前掛けを着けていたのを「新前掛け（しんまえかけ）」と呼び、これが省略されて「新前（しんまえ）」になり、さらに訛って「新米（しんまい）」に変化したとする説が有力であり、新しい米を意味する新米とは直接の関係はないとされる。
第二次世界大戦後の食糧難が解消された1960年代には、「古米=まずい」というイメージが定着した。一例として、大量の古米を抱えた食糧庁は、1968年秋から配給米に古米を混入させる割合を大幅に増やし始めた。さらに翌1969年10月からは、新米を価格の高い自主流通米に割り振り流通させる一方、古米は価格の安い配給米に割り振り新米の割合をゼロとして流通させた。こうした政策について朝日新聞は見出しで「配給米まずくなる」と表現している。
2025年、日本のコンビニエンスストアチェーン・ローソンは、古米を使ったおにぎりを「ヴィンテージ米おにぎり」という表現を用いた名称で売り出すと発表し、同年発売のものはワインになぞらえて「Vintage 2023」とパッケージに表記した。